# ミシマ社
株式会社ミシマ社（英文社名：Mishimasha Publishing Co.）は、東京都目黒区に本社を置く日本の出版社。

## 概要
PHP研究所、NTT出版で編集者を務めた三島邦弘（みしま くにひろ、1975年 - ）によって、2006年11月に設立。「自由が丘のほがらかな出版社」をスローガン、「一冊入魂」をモットーにして、取次を介さず書店と直接取引を行うという営業戦略を執っている。出版第1号は鳥越俊太郎・しりあがり寿『本当は知らなかった日本のこと』（2006年12月発行）で、『ボクは坊さん。』（2010年1月発行）は同社の本で初めて映画化した作品である。

## 沿革
- 2006年10月、自由が丘でミシマ社を設立[2]。
- 2007年6月、直販による自社営業を開始。
- 2010年、グリーンズ主催のgreendrinks tokyoで社員10人以下の働き方についてゲスト登壇した[3]。
- 2011年、京都府城陽市に城陽オフィスを開設。2拠点体制始まる。
- 2013年、ミシマ社サポーター制を開始。
- 2014年、第11回「出版梓会新聞社学芸文化賞」を受賞。
- 2015年、雑誌「ちゃぶ台」創刊
- 2020年、少部数で高めの価格設定を特徴とする新レーベル「ちいさいミシマ社」を開始。返品可能な委託販売ではなく、書店の「買い切り」方式で、卸値を定価の55％とした[4]。

## 事業と拠点
- 本社・東京オフィス 東京都目黒区自由が丘2-6-13（東急東横・大井町線自由が丘駅北）
- 京都オフィス[5] 京都府京都市上京区新烏丸頭町164-3（京阪鴨東線神宮丸太町駅北西）

## 三島邦弘
1975年京都生まれ。1999年京都大学文学部卒業後、PHP研究所に入社。単行本の編集者となり、「インターネット的」（糸井重里著）などを担当。2003年退社後、東欧などを旅する。同年10月、NTT出版で編集活動を再開。2006年10月株式会社ミシマ社を単身設立。

## 主な書籍
- 街場の教育論（著：内田樹、2008年）ISBN：978-4-903908-10-6
- THE BOOKS 365人の本屋さんがどうしても届けたい「この一冊」（ミシマ社編、2012年）ISBN：978-4-903908-37-3
- 自由が丘の贈り物（ミシマ社編、2013年）ISBN：978-4-903908-43-4
- 何度でもオールライトと歌え（著：後藤正文、2016年）ISBN：978-4-903908-75-5
- 映画を撮りながら考えたこと（著：是枝裕和、2016年）ISBN：978-4-903908-76-2
- うしろめたさの人類学（著：松村圭一郎、2017年）ISBN：978-4-903908-98-4
- 今日の人生（著：益田ミリ、2017年）ISBN：978-4-903908-94-6
- 佐藤ジュンコのおなか福福日記（著：佐藤ジュンコ、2018年）ISBN：978-4909394064
- 生きるように働く（著：ナカムラケンタ、2018年）ISBN：978-4-909394-13-2
- 奇跡の本屋をつくりたい（著：久住邦晴、2018年）ISBN：978-4-909394-12-5
- バンド（著：クリープハイプ 聞き手：木村俊介、2019年）ISBN：978-4-909394-27-9